# Hierodula venosa
Hierodula venosa es una especie de mantis de la familia Mantidae.

## Distribución geográfica
Se encuentra en la India, Borneo, isla de Labuan, Java, Birmania, Filipinas y Sumatra.